# Ukraina i olympiska sommarspelen 2004
Ukraina i olympiska sommarspelen 2004 bestod av 239 idrottare som blivit uttagna av Ukrainas olympiska kommitté.

## Boxning
Bantamvikt
- Maksym Tretiak
  1. Sextondelsfinal - Besegrade Argenis Mendez från Dominikanska republiken, 30-24
  2. Åttondelsfinal - Besegrade Zsolt Bedak från Ungern, 27-24
  3. Kvartsfinal - Förlorade mot Ağası Mämmädov från Azerbajdzjan, 32-12

Lättvikt
- Volodymyr Kravets
  1. Sextondelsfinal - Förlorade mot Asghar Ali Shah från Pakistan, 21-17

Weltervikt
- Viktor Poljakov
  1. Sextondelsfinal - Besegrade Gerard O'Mahony från Australien, 54-27
  2. Åttondelsfinal - Besegrade Xavier Noel från Frankrike, 32-25
  3. Kvartsfinal - Förlorade mot Baqtijar Artajev från Kazakstan, outscored

Mellanvikt
- Oleh Masjkin
  1. Sextondelsfinal - Besegrade Kotso Godfrey Motau från Sydkorea, 25-22
  2. Åttondelsfinal - Besegrade Lukas Wilaschek från Tyskland, 34-24
  3. Kvartsfinal - Förlorade mot Prasathinphimai Suriya från Thailand, 28-22

Lätt tungvikt
- Andrij Fedtjuk
  1. Sextondelsfinal - Besegrade Jitender Kumar från Indien, skadad
  2. Åttondelsfinal - Förlorade mot Lei Yuping från Kina, 17-9

Supertungvikt
- Oleksij Mazikin
  1. Åttondelsfinal - Besegrade Aljaksandr Apanasenok från Vitryssland, 23-5
  2. Kvartsfinal - Förlorade mot Roberto Cammarelle från Italien, 23-21

## Bågskytte
Herrarnas individuella
- Viktor Ruban - 13:e plats
- Oleksandr Serdyuk - 15:e plats
- Dmytro Hrachov - 24:e plats

Damernas individuella
- Tetyana Berezhna - 18:e plats
- Kateryna Palekha - 33:e plats
- Nataliya Burdeyna - 55:e plats

Herrarnas lagtävling
- Dmytro Hrachov, Viktor Ruban, och Oleksandr Serdyuk - brons

Damernas lagtävling
- Tetyana Berezhna, Nataliya Burdeyna, och Kateryna Palekha - 6:e plats

## Cykling

### Landsväg
Herrarnas linjelopp
- Serhiy Honchar - 21:e plats, 5:41:56
- Kyrylo Pospyeyev - 23:e plats, 5:41:56
- Yaroslav Popovych - 68:e plats, 5:50:35
- Vladimir Duma - fullföljde inte
- Yuriy Krivtsov - fullföljde inte

Damernas linjelopp
- Iryna Chuzhynova - 23:e plats, 3:25:42
- Nataliya Kachalka - 36:e plats, 3:28:39
- Valentyna Karpenko - 43:e plats, 3:33:35

Herrarnas tempolopp
- Yuriy Krivtsov - 11:e plats, 59:49.40
- Serhiy Honchar - 22:e plats, 1:00:44.31

Damernas tempolopp
- Nataliya Kachalka - 24:e plats, 35:01.05

### Track cycling
Herrarnas förföljelse
- Volodymyr Dyuda - första omgången, 5:e plats

Herrarnas lagförföljelse
- Volodymyr Dyudya, Roman Kononenko, Sergiy Matveyev, och Vitlaiy Popkov - första omgången, 6:e plats

Herrarnas poänglopp
- Vasyl Yakovlev - 19:e plats, 3 poäng

Damernas poänglopp
- Lyudmyla Vypyraylo - 18:e plats, -20 poäng

Herrarnas Madison
- Volodymyr Rybin och Vasyl Yakovlev - 6:e plats, 9 poäng

### Mountainbike
Herrarnas terränglopp
- Sergiy Rysenko - 36:e plats, 2:33:10

## Friidrott
Damernas 100 meter
- Zhanna Block - Semifinal, 11.23 s (gick inte vidare)
- Tetyana Tkalich - Omgång 1, 11.58 s (gick inte vidare)

Herrarnas 110 meter häck
- Sergiy Demidyuk - Omgång 1, 13.80 s (gick inte vidare)

Damernas 100 meter häck
- Olena Krasovska - Final, 12.45 s (silver)

Damernas 200 meter
- Maryna Maydanova - Omgång 1: 22.76 s, Omgång 2: 22.86 s, Semifinal: 22.75 s

Damernas 400 meter
- Antonina Yefremova - Omgång 1: 51.53 s, Semifinal: 51.90 s

Damernas 400 meter häck
- Tetiana Teresjtjuk-Antipova - Omgång 1: 54.63 s, Semifinal: 53.37 s (NR), Final: 53.44 s (brons)

Herrarnas 800 meter
- Ivan Hesjko - Omgång 1, 1:46.7 (gick inte vidare)

Damernas 800 meter
- Tetyana Petlyuk - Omgång 1: 2:02.07, Semifinal: 1:59.48

Herrarnas 1 500 meter
- Ivan Hesjko - Final, 3:35.82 (5th place)

Damernas 1 500 meter
- Nataliya Sydorenko Tobias - Round 1: 4:06.06, Semifinal: 4:07.55
- Nelya Neporadna - Omgång 1: 4:08.60
- Irina Lisjtjinska - Omgång 1: DNF

Herrarnas 3 000 meter hinder
- Vadym Slobodenyuk - Omgång 1, 8:24.84 (gick inte vidare)

Herrarnas 5 000 meter
- Serhij Lebid - Omgång 1, 14:10.23 (gick inte vidare)

Damernas 10 000 meter
- Natalya Berkut - DNF

Damernas 4 x 100 meter
- Zhanna Block, Tetyana Tkalich, Maryna Maydanova, och Iryna Kozhemyakina - Omgång 1: 43.77 s (13:e)

Herrarnas 4 x 400 meter
- Volodymyr Demchenko, Yevgeniy Zyukov, Myhaylo Knysh, och Andriy Tverdostup - Omgång 1, 3:04.01 (gick inte vidare)

Damernas 4 x 400 meter
- Oleksandra Ryzhkova, Oksana Ilyushkina, Antonina Yefremova, och Natalya Pygyda - Omgång 1: 3:28.62 (13:e)

Damernas sjukamp
- Natalya Dobrynska - 6255 poäng (8:e)
- Yuliya Akulenko - 5996 poäng (23:e)

Herrarnas maraton
- Dmytro Baranovskyy - DNF

Damernas 20 kilometer gång
- Vira Zozulya - 1:38:45 (42:e plats)

Herrarnas längdhopp
- Volodymyr Zyuskov - Omgång 1, 7.88 meter (gick inte vidare)
- Oleksiy Lukashevych - Omgång 1, DNS (gick inte vidare)

Herrarnas tresteg
- Mykola Savolanen - Omgång 1, 16.56 meter (gick inte vidare)
- Viktor Yastrebov - Omgång 1, 16.43 meter (gick inte vidare)

Damernas tresteg
- Olena Govorova - Omgång 1: 14.56 meter, Final: 14.35 metres (10:e)
- Tetyana Shchurenko - Omgång 1: 13.55 meter (gick inte vidare)

Herrarnas höjdhopp
- Andriy Sokolovskyy - Final, 2.32 metres (5th place)

Damernas höjdhopp
- Viktoriya Styopina - Omgång 1: 1.95 meter, Final: 2.02 metres (brons)
- Iryna Mykhalchenko - Omgång 1: 1.95 meter, Final: 1.96 metres (5:e)
- Inga Babakova - Omgång 1: 1.92 meter, Final: 1.93 meter (9:e)

Herrarnas stavhopp
- Denys Yurchenko - Final, 5.65 meter (9:e)
- Ruslan Yeremenko - Final, 5.55 meter (13:e)
- Oleksandr Korchmid - Final, 5.55 meter (16:e)

Damernas stavhopp
- Anzhela Balakhonova - Omgång 1: 4.40 meter, Final: 4.40 meter (6:e)

Herrarnas kulstötning
- Yuriy Bilonoh - Final, 21.16 meter (guld)
- Roman Virastyuk - Omgång 1, 18.52 meter (gick inte vidare)

Damernas kulstötning
- Oksana Zakharchuk - Omgång 1: 17.28 meter

Damernas diskuskastning
- Olena Antonova - Omgång 1: 64.20 meter, Final: 65.75 meter (5:e)
- Natalya Fokina - Omgång 1: 58.28 meter

Damernas spjutkastning
- Tetyana Lyakhovych - Omgång 1: 63.07 meter (NR), Final: 61.75 metres (8:e)

Herrarnas släggkastning
- Oleksandr Krykun - Omgång 1, 75.42 meter (gick inte vidare)
- Artem Rubanko - Omgång 1, 75.08 meter (gick inte vidare)
- Vladyslav Piskunov - Omgång 1, ingen notering (gick inte vidare)

Damernas släggkastning
- Iryna Sekachova - Omgång 1: 71.63 meter, Final: 70.40 meter (8:e)

## Fäktning
Värja, herrar
- Dmytro Kariuchenko - besegrades i åttondelsfinalen
- Maksym Khvorost - besegrades i sextondelsfinalen
- Bogdan Nikishin - besegrades i 32-delsfinalen

Värja, damer
- Nadiya Kazimirchuk - besegrades i sextondelsfinalen

Sabel, herrar
- Vladislav Tretiak - brons
- Vladimir Lukashenko - besegrades i kvartsfinalen
- Vladimir Kalujny - besegrades i åttondelsfinalen

Sabel, damer
- Darya Nedeshkowskaia - besegrades i sextondelsfinalen

Värja, lag, herrar
- Vitaliy Osharov, Bogdan Nikishin, och Dmytro Kariuchenko - 5:e plats

Sabel, lag, herrar
- Oleg Shturbabin, Vladimir Kalujny, och Vladimir Lukashenko - 6:e plats

## Gymnastik
Herrarnas artistiska: 7:e plats, lag
- Valerij Hontjarov - gick till final i två grenar
  - Barr - guld
  - Räck - 8:e plats
- Roman Zozulja - gick till final i en gren
  - Mångkamp - 10:e plats
- Ruslan Mezentsev - gick till final i en gren
  - Mångkamp - 16:e plats
- Jevhen Bohonosiuk - gick inte till final i någon gren
- Vadym Kuvakin - gick inte till final i någon gren
- Andrij Mychajlitjenko - gick inte till final i någon gren

Damernas artistiska: 4:e plats, lag
- Iryna Jarotska - gick till final i en gren
  - Mångkamp - 6:e plats
- Alona Kvasja - gick till final i en gren
  - Hopp - 6th place
- Alina Kozytj - gick till final i två grenar
  - Fristående - 8:e plats
  - Mångkamp - 11:e plats
- Mirabella Achunu - gick inte till final i någon gren
- Iryna Krasnjanska - gick inte till final i någon gren
- Olha Sjtjerbatych - gick inte till final i någon gren

## Handboll
Damer
| Nr | Pos. | Namn                | Födelsedatum (ålder)      | Klubb            |
| -- | ---- | ------------------- | ------------------------- | ---------------- |
| 1  | MV   | Nataliya Borysenko  | 3 december 1975 (28 år)   | Kometal Skopje   |
| 3  | VB   | Ganna Burmystrova   | 16 juni 1977 (27 år)      | Motor Zaporozhye |
| 4  | MB   | Tetyana Shynkarenko | 26 oktober 1978 (25 år)   | Hypo NÖ          |
| 5  | HB   | Maryna Vergelyuk    | 24 juni 1978 (26 år)      | RK Krim          |
| 6  | HY   | Olena Yatsenko      | 4 oktober 1977 (26 år)    | RK Krim          |
| 7  | MB   | Ganna Siukalo       | 12 september 1976 (27 år) | Váci NKSE        |
| 8  | VY   | Olena Radchenko     | 21 maj 1973 (31 år)       | Kometal Skopje   |
| 9  | VB   | Olena Tsygitsa      | 8 april 1975 (29 år)      | Kometal Skopje   |
| 10 | P    | Galyna Markushevska | 16 juli 1976 (28 år)      | Motor Zaporozhye |
| 11 | P    | Lyudmyla Shevchenko | 4 februari 1970 (34 år)   | Motor Zaporozhye |
| 12 | MV   | Iryna Honcharova    | 19 december 1974 (29 år)  | Motor Zaporozhye |
| 14 | VY   | Nataliya Lyapina    | 14 maj 1976 (28 år)       | Spartak Kiev     |
| 15 | VB   | Anastasiya Borodina | 5 januari 1982 (22 år)    | Motor Zaporozhye |
| 16 | MV   | Larysa Zaspa        | 22 september 1971 (32 år) | Motor Zaporozhye |
| 17 | VY   | Oxana Rayhel        | 24 februari 1977 (27 år)  | Kometal Skopje   |

Gruppspel
| Lag       | Pld | W | L | D | GF  | GA  | Poäng |
| --------- | --- | - | - | - | --- | --- | ----- |
| Ukraina   | 4   | 4 | 0 | 0 | 99  | 82  | 8     |
| Ungern    | 4   | 3 | 1 | 0 | 118 | 93  | 6     |
| Kina      | 4   | 2 | 2 | 0 | 106 | 90  | 4     |
| Brasilien | 4   | 1 | 3 | 0 | 97  | 105 | 2     |
| Grekland  | 4   | 0 | 4 | 0 | 74  | 124 | 0     |

Slutspel
|  | Kvartsfinaler | Kvartsfinaler | Kvartsfinaler |          |          | Semifinaler | Semifinaler | Semifinaler |            |            | Final      | Final          | Final  |
|  |               |               |               |          |          |             |             |             |            |            |            |                |        |
|  | A1            | Ukraina       | 25            |          |          |             |             |             |            |            |            |                |        |
|  | B4            | Spanien       | 23            |          |          |             |             |             |            |            |            |                |        |
|  | B4            | Spanien       | 23            |          | A1       | Ukraina     | 20          |             |            |            |            |                |        |
|  |               |               |               |          | A1       | Ukraina     | 20          |             |            |            |            |                |        |
|  |               | B2            | Danmark       | 29       |          |             |             |             |            |            |            |                |        |
|  | B2            | B2            | Danmark       | 29       | Danmark  | 32          |             |             |            |            |            |                |        |
|  | B2            |               |               |          | Danmark  | 32          |             |             |            |            |            |                |        |
|  | A3            | Kina          | 28            |          |          |             |             |             |            |            |            |                |        |
|  |               |               |               |          |          |             |             |             |            |            | 1          | Danmark (Pen.) | 34 (4) |
|  |               |               | 2             | Sydkorea | 34 (2)   |             |             |             |            |            |            |                |        |
|  | A2            | Ungern        | 23            |          |          |             |             |             |            |            |            |                |        |
|  | B3            | Frankrike     | 25            |          |          |             |             |             |            |            |            |                |        |
|  | B3            | Frankrike     | 25            |          | B3       | Frankrike   | 31          |             | Bronsmatch | Bronsmatch | Bronsmatch | Bronsmatch     |        |
|  |               |               |               |          | B3       | Frankrike   | 31          |             | Bronsmatch | Bronsmatch | Bronsmatch | Bronsmatch     |        |
|  |               | B1            | Sydkorea      | 32       |          |             |             |             |            |            |            |                |        |
|  | B1            | B1            | Sydkorea      | 32       | Sydkorea | 26          |             | 3           | Ukraina    | 21         |            |                |        |
|  | B1            |               |               |          | Sydkorea | 26          |             | 3           | Ukraina    | 21         |            |                |        |
|  | A4            | Brasilien     | 24            |          |          |             |             |             |            |            | 4          | Frankrike      | 18     |

## Judo
Herrarnas halv lättvikt (-66 kg)
- Musa Nastuyev - Besegrades i sextondelsfinalen

Herrarnas lättvikt (-73 kg)
- Gennadiy Bilodid - Besegrades i kvartsfinalen; återkval åttondelsfinal

Herrarnas halv mellanvikt (-81 kg)
- Roman Gontyuk - silver; besegrades i final

MHerrarnas mellanvikt (-90 kg)
- Valentyn Grekov - Besegrades i åttondelsfinalen

Herrarnas halv tungvikt (-100 kg)
- Vitaliy Bubon - Besegrades i sextondelsfinalen

Herrarnas tungvikt (+100 kg)
- Vitaliy Polyanskyy - Besegrades i åttondelsfinalen;återkval sextondelsfinal

Herrarnas halv tungvikt (-78 kg)
- Anastasiia Matrosova - Besegrades i semifinalen; förlorade i bronsmatchen

Herrarnas tungvikt (+78 kg)
- Maryna Prokofyeva - Besegrades i kvartsinalen; förlorade i bronsmatchen

## Kanotsport
Herrarnas C-1 500 m
- Jurij Tjeban - semifinal, 15:e plats

Herrarnas C-1 1000 m
- Jurij Tjeban - semifinal, 19:e plats (DSQ)

Herrarnas C-2 500 m
- Maksym Prokopenko och Ruslan Dzjalilov - semifinal, 10:e plats

Herrarnas C-2 1000 m
- Maksym Prokopenko och Ruslan Dzjalilov - semifinal, 12:e plats

Damernas K-4 500 m
- Inna Osypenko, Tetyana Semykina, Hanna Balabanova och Olena Tjerevatova - final, brons

## Modern femkamp
Damernas tävling
- Viktorija Teresjtjuk - 7:e plats

## Rodd
Herrar
| Idrottare                                                       | Gren        | Heat    | Heat      | Återkval | Återkval  | Semifinal | Semifinal | Final   | Final     | Final |
| Idrottare                                                       | Gren        | Tid     | Placering | Tid      | Placering | Tid       | Placering | Tid     | Placering |       |
| --------------------------------------------------------------- | ----------- | ------- | --------- | -------- | --------- | --------- | --------- | ------- | --------- | ----- |
| Serhij Bilousjtjenko Serhij Hryn Oleh Lykov Leonid Sjaposjnykov | Scullerfyra | 5:43,23 | 2 SA/B    | BYE      | BYE       | 5:44,00   | 3 FA      | 5:58,87 | 3         |       |

Damer
| Idrottare                                                           | Gren          | Heat    | Heat      | Återkval | Återkval  | Final   | Final     | Final |
| Idrottare                                                           | Gren          | Tid     | Placering | Tid      | Placering | Tid     | Placering |       |
| ------------------------------------------------------------------- | ------------- | ------- | --------- | -------- | --------- | ------- | --------- | ----- |
| Natalija Huba Svitlana Mazij                                        | Dubbelsculler | 7:39,02 | 3 R       | 6:57,37  | 2 FA      | 7:21,78 | 6         |       |
| Jana Dementieva Tetjana Kolesnikova Olena Olefirenko Olena Ronzjyna | Scullerfyra   | 6:21,24 | 4 R       | 6:24,64  | 2 FA      | 6:34,31 | DSQ       |       |

## Segling
Herrar
| Seglare                           | Gren    | Lopp | Lopp | Lopp | Lopp | Lopp | Lopp | Lopp | Lopp | Lopp | Lopp | Lopp | Summerad poäng | Finalplacering |
| Seglare                           | Gren    | 1    | 2    | 3    | 4    | 5    | 6    | 7    | 8    | 9    | 10   | M*   | Summerad poäng | Finalplacering |
| --------------------------------- | ------- | ---- | ---- | ---- | ---- | ---- | ---- | ---- | ---- | ---- | ---- | ---- | -------------- | -------------- |
| Maksym Oberemko                   | Mistral | 20   | 14   | 7    | 13   | 20   | 20   | DSQ  | 9    | 26   | 11   | 6    | 146            | 17             |
| Jevhen Braslavets Ihor Matvijenko | 470     | 10   | 4    | 1    | DNF  | 8    | 7    | 18   | 12   | 13   | 24   | 9    | 106            | 9              |

M = Medaljlopp; EL = Eliminerad – gick inte vidare till medaljloppet;
Damer
| Seglare                                           | Gren    | Lopp | Lopp | Lopp | Lopp | Lopp | Lopp | Lopp | Lopp | Lopp | Lopp | Lopp | Summerad poäng | Finalplacering |
| Seglare                                           | Gren    | 1    | 2    | 3    | 4    | 5    | 6    | 7    | 8    | 9    | 10   | M*   | Summerad poäng | Finalplacering |
| ------------------------------------------------- | ------- | ---- | ---- | ---- | ---- | ---- | ---- | ---- | ---- | ---- | ---- | ---- | -------------- | -------------- |
| Olha Maslivets                                    | Mistral | 5    | 4    | 11   | 12   | 10   | DSQ  | 8    | 9    | 11   | 13   | 20   | 103            | 10             |
| Hanna Kalinina Svitlana Matevusjeva Ruslana Taran | Yngling | 10   | 3    | 9    | 3    | 7    | 2    | 2    | RDG  | 1    | 16   | 5    | 50             | 2              |

M = Medaljlopp; EL = Eliminerad – gick inte vidare till medaljloppet;
Öppen
| Seglare                     | Gren  | Lopp | Lopp | Lopp | Lopp | Lopp | Lopp | Lopp | Lopp | Lopp | Lopp | Lopp | Lopp | Lopp | Lopp | Lopp | Lopp | Summerad poäng | Finalplacering |
| Seglare                     | Gren  | 1    | 2    | 3    | 4    | 5    | 6    | 7    | 8    | 9    | 10   | 11   | 12   | 13   | 14   | 15   | M*   | Summerad poäng | Finalplacering |
| --------------------------- | ----- | ---- | ---- | ---- | ---- | ---- | ---- | ---- | ---- | ---- | ---- | ---- | ---- | ---- | ---- | ---- | ---- | -------------- | -------------- |
| Jurij Orlov                 | Laser | 36   | 32   | 23   | 29   | 24   | 36   | 40   | 36   | 35   | 30   | i.u. | i.u. | i.u. | i.u. | i.u. | 33   | 314            | 36             |
| George Leontjuk Rodion Luka | 49er  | 4    | 15   | 3    | 7    | 2    | 10   | 7    | 5    | 9    | 5    | 3    | 10   | 6    | 5    | 3    | 3    | 72             | 2              |

M = Medaljlopp; EL = Eliminerad – gick inte vidare till medaljloppet;

## Simhopp
Herrar
| Idrottare                     | Gren             | Kval   | Kval      | Semifinal        | Semifinal        | Final            | Final            |
| Idrottare                     | Gren             | Poäng  | Placering | Poäng            | Placering        | Poäng            | Placering        |
| ----------------------------- | ---------------- | ------ | --------- | ---------------- | ---------------- | ---------------- | ---------------- |
| Dmytro Lysenko                | 3 m              | 419,16 | 11 Q      | 638,73           | 11 Q             | 629,64           | 11               |
| Jurij Sjljachov               | 3 m              | 377,19 | 26        | Gick inte vidare | Gick inte vidare | Gick inte vidare | Gick inte vidare |
| Roman Volodkov                | 10 m             | 403,59 | 21        | Gick inte vidare | Gick inte vidare | Gick inte vidare | Gick inte vidare |
| Anton Zacharov                | 10 m             | 420,30 | 16 Q      | 596,07           | 16               | Gick inte vidare | Gick inte vidare |
| Roman Volodkov Anton Zacharov | 10 m parhoppning | i.u.   | i.u.      | i.u.             | i.u.             | 357,66           | 4                |

Damer
| Idrottare      | Gren | Kval   | Kval      | Semifinal        | Semifinal        | Final            | Final            |
| Idrottare      | Gren | Poäng  | Placering | Poäng            | Placering        | Poäng            | Placering        |
| -------------- | ---- | ------ | --------- | ---------------- | ---------------- | ---------------- | ---------------- |
| Olena Fedorova | 3 m  | 290,43 | 13 Q      | 212,85           | 13               | Gick inte vidare | Gick inte vidare |
| Hanna Sorokina | 3 m  | 269,52 | 16 Q      | 204,63           | 16               | Gick inte vidare | Gick inte vidare |
| Olha Leonova   | 10 m | 271,92 | 23        | Gick inte vidare | Gick inte vidare | Gick inte vidare | Gick inte vidare |
| Olena Zjupina  | 10 m | 371,10 | 1 Q       | 543,57           | 4 Q              | 497,70           | 9                |

## Taekwondo
| Idrottare            | Gren             | Åttondelsfinaler     | Kvartsfinaler        | Semifinaer           | Återkval             | Bronsmatch           | Final                | Final     |
| Idrottare            | Gren             | Motståndare Resultat | Motståndare Resultat | Motståndare Resultat | Motståndare Resultat | Motståndare Resultat | Motståndare Resultat | Placering |
| -------------------- | ---------------- | -------------------- | -------------------- | -------------------- | -------------------- | -------------------- | -------------------- | --------- |
| Oleksandr Sjaposjnyk | Herrarnas −58 kg | Abdullah (YEM) W 7–5 | Salazar (MEX) L 2–6  | Gick inte vidare     | Mercedes (DOM) L WO  | Gick inte vidare     | Gick inte vidare     | 7         |

## Tennis
| Spelare                               | Gren      | Omgång 1                      | Omgång 2                               | Åttondelsfinaler  | Kvartsfinaler     | Semifinaler       | Final / BM        | Final / BM       |
| Spelare                               | Gren      | Motståndare Poäng             | Motståndare Poäng                      | Motståndare Poäng | Motståndare Poäng | Motståndare Poäng | Motståndare Poäng | Placering        |
| ------------------------------------- | --------- | ----------------------------- | -------------------------------------- | ----------------- | ----------------- | ----------------- | ----------------- | ---------------- |
| Tetjana Perebijnis                    | Damsingel | Randriantefy (MAD) W 6–3, 6–4 | Sugiyama (JPN) L 5–7, 4–6              | Gick inte vidare  | Gick inte vidare  | Gick inte vidare  | Gick inte vidare  | Gick inte vidare |
| Yuliya Beygelzimer Tetyana Perebiynis | Damdubbel | i.u.                          | Navratilova / Raymond (USA) L 0–6, 2–6 | Gick inte vidare  | Gick inte vidare  | Gick inte vidare  | Gick inte vidare  | Gick inte vidare |

## Triathlon
| Triathlet              | Gren                | Simning (1,5 km) | Trans 1 | Cykling (40 km) | Trans 2         | Löpning (10 km) | Total tid       | Placering       |
| ---------------------- | ------------------- | ---------------- | ------- | --------------- | --------------- | --------------- | --------------- | --------------- |
| Andrij Hlusjtjenko     | Herrarnas triathlon | 18:05            | 22      | Fullföljde inte | Fullföljde inte | Fullföljde inte | Fullföljde inte | Fullföljde inte |
| Volodymyr Polikarpenko | Herrarnas triathlon | 18:03            | 19      | 1:05:53         | 20              | 33:43           | 1:57:39,28      | 30              |